# Mihaela Cambei
Mihaela Valentina Cambei (Dofteana, 18 novembre 2002) è una sollevatrice rumena medagliata olimpica e tre volte campionessa europea, che gareggia nella categoria dei pesi gallo.

## Carriera
Allenata da Valeriu Calancea, nelle giovanili fu per tre volte consecutive campionessa europea: a Pristina nel 2017, a San Donato Milanese nel 2018 e ad Eilat nel 2019. Nel 2018 partecipò ai Giochi olimpici giovanili di Buenos Aires, dove vinse la medaglia di bronzo, mentre nel 2019 partecipò ai campionati mondiali giovanili di Las Vegas, conquistando la medaglia d'argento. Nel 2021 prese parte ai campionati mondiali juniores di Tashkent, dove vinse la medaglia d'argento e ai campionati europei di Mosca, dove vinse la medaglia di bronzo.
Ai campionati mondiali di Bogotà del 2022 vinse la medaglia d'argento nello strappo; ai campionati europei del 2023 di Erevan, del 2024 di Sofia e del 2025 di Chișinău vinse la medaglia d'oro. Ai campionati mondiali di Riad del 2023 vinse la medaglia di bronzo nello strappo. Nel 2024 vinse la medaglia d'argento alla Coppa del Mondo svoltasi a Phuket, mentre ai Giochi olimpici di Parigi vinse la medaglia d'argento con 205 kg sollevati, dietro alla cinese Hou Zhihui che ha sollevato 206 kg., un chilogrammo in più.